# Ptolemeusz I (hrabia Tusculum)
Ptolemeusz I (zm. w 1126) – hrabia Tusculum, syn Grzegorza III, konsul rzymski.

## Życiorys
Ptolemeusz był sojusznikiem Paschalisa II i, na czas wyjazdu papieża do Benewentu, objął on władzę w Kampanii (w 1108). Jednak wkrótce potem sprzymierzył się z opatem Farfy i Piotrem z Colonny przeciwko władzy papieskiej i zainicjował powstanie. W 1111 cesarz Henryk V Salicki uwięził papieża wraz z kilkoma kardynałami, a Ptolemeusz zatrzymał żołnierzy kapuańskich, usiłujących wyzwolić biskupa Rzymu. W maju 1116 roku, papież ponowił próbę odzyskania Stolicy Piotrowej i został ponownie pokonany przez Ptolemeusza. Gdy na Wielkanoc 1117 roku do miasta przybył cesarz Henryk, Ptolemeusz oddał mu hołd, jako władcy świeckiemu, i w zamian za to otrzymał władzę w Sabinie i tytuł dux et consul Romanorum. Niedługo potem Piotr z Colonny przeszedł na stronę papieża (który odzyskał władzę) i Ptolemeusz był zmuszony uciec z miasta.
Jego synem i następcą był Ptolemeusz II.